# Escuela Nacional de Ballet (Venezuela)

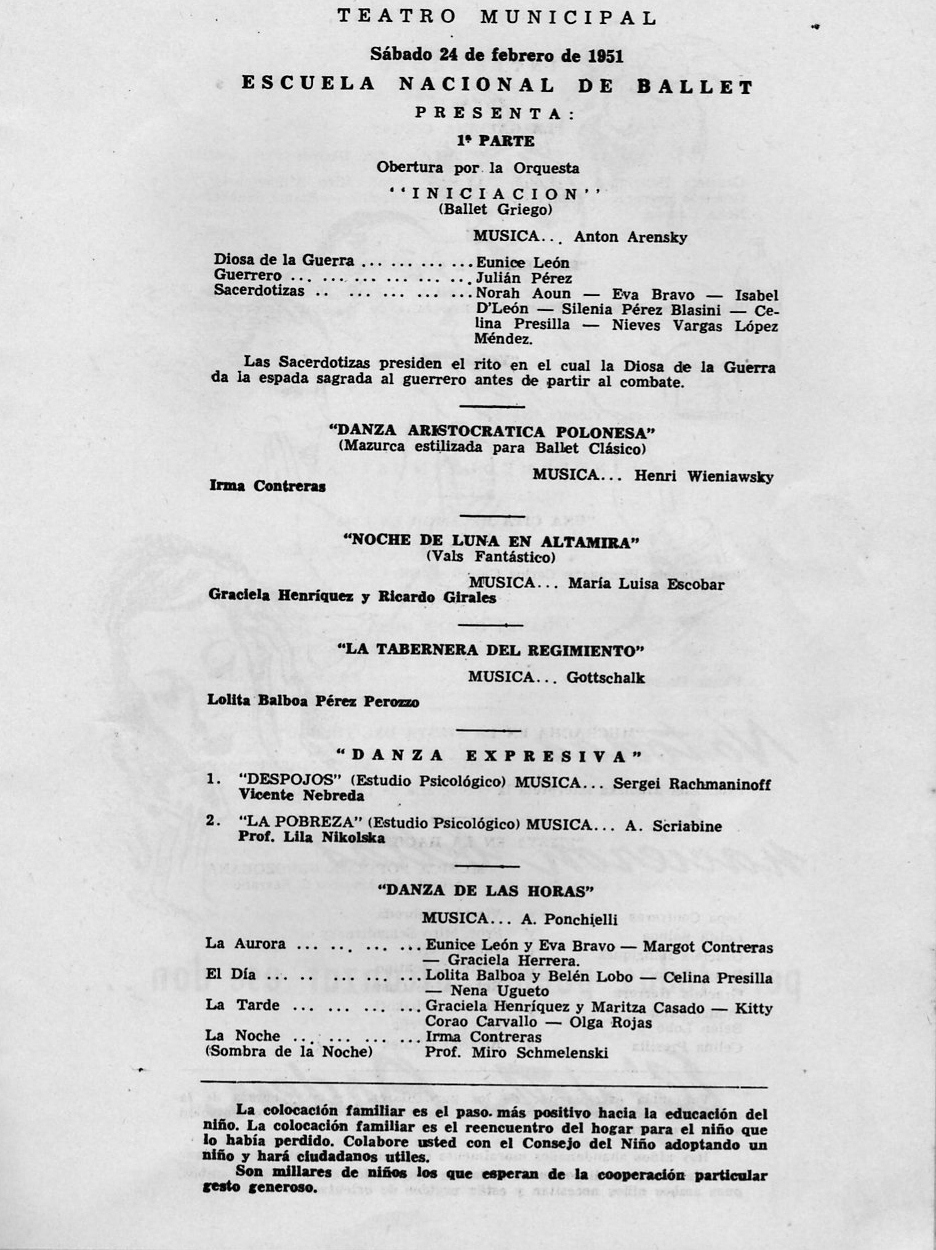
Programa de mano de una función de la Escuela Nacional de Ballet (interior). Teatro Municipal de Caracas, Venezuela, 24 de febrero de 1951.

Escuela Nacional de Ballet, escuela de danza académica venezolana, fundada en Caracas en 1948 por Nena Coronil. Fue la primera escuela de ballet formalmente constituida en Venezuela y permaneció abierta hasta 1957.

## Antecedentes históricos
El ballet, en la Venezuela de principios del siglo XX, estaba representado solamente por las compañías extranjeras que visitaban el país. En Venezuela no existieron grupos ni escuelas ni compañías de ballet o danza hasta el año 1945.
En 1945 los bailarines argentinos Hery y Luz Thomson, quienes pertenecieron a la compañía Ballet del Coronel de Basil, entablaron conversaciones con las autoridades del Liceo Andrés Bello (institución oficial de educación media) para emprender un proyecto extracurricular que se llamaría: Cátedra de Ballet.
Las autoridades del Liceo Andrés Bello aprobaron el proyecto y ese mismo año comenzaron las clases de danza clásica en la Cátedra de Ballet. Posteriormente los Thomson tuvieron algunos desencuentros con las autoridades del Liceo Andrés Bello y se separaron, el Liceo continuó la Cátedra con el maestro David Gray, quien también perteneció al Ballet del Coronel de Basil, y los Thomson abrieron de manera privada, un grupo de ballet en la casa de una amiga, al que llamaron el Club de Ballet. La mayoría de los primeros estudiantes que integraron la Cátedra de Ballet del Liceo Andrés Bello, dejaron la Cátedra y continuaron sus estudios de ballet con los Thomson. En este grupo estudiaron los que luego se convertirían en los bailarines venezolanos pioneros del movimiento balletístico a nivel profesional en el país y que llegarían a alcanzar fama internacional, como Vicente Nebreda e Irma Contreras; y otros serían parte fundamental del movimiento dancístico de Venezuela.

## La Escuela Nacional de Ballet
En 1948 Nena Coronil crea la Escuela Nacional de Ballet. Fue un proyecto ambicioso que buscaba ofrecer a los estudiantes de ballet, maestros de talla internacional que los guiaran hacia los niveles profesionales de ejecución y también, brindarle al país espectáculos de calidad con talentos nacionales.
Entre los maestros internacionales relacionados con el proyecto de Coronil destacan: Lila Nikolska, de nacionalidad rusa; Henry Danton, británico y el checo Miro Chmelensky (luego cambió su nombre artístico a Miro Anton). 
De los salones de la Escuela Nacional de Ballet salieron destacados bailarines que fueron pilares del movimiento dancístico nacional como: Vicente Nebreda, Irma Contreras, Graciela Enríquez, Tulio de la Rosa, Alfredo Pietri, Domingo Renault, Maruja Leiva, Zhandra Rodríguez, Vinicio Leira, Margot Contreras, Belén Lobo, Siudy Quintero, entre otros.
La diversidad de estilos educacionales que tuvieron al alcance los primeros alumnos venezolanos, dieron como resultado una versatilidad y amplitud de movimientos y puestas en escena que caracterizan al movimiento escénico venezolano.
La Escuela Nacional de Ballet cerró sus puertas en 1957.